# Sardegna Open 2021
Il Sardegna Open è stato un torneo di tennis giocato nei campi in terra rossa all'aperto. È stata la 2ª edizione del torneo, facente parte della categoria ATP Tour 250 nell'ambito dell'ATP Tour 2021. Rispetto all'edizione precedente, svoltasi al Forte Village di Santa Margherita di Pula, gli incontri sono stati disputati al Monte Urpinu Tennis Club, nella città di Cagliari, dal 5 al 11 aprile 2021.

## Partecipanti al singolare

### Teste di serie
| Nazionalità | Giocatore           | Ranking* | Testa di serie |
| ----------- | ------------------- | -------- | -------------- |
| Regno Unito | Daniel Evans        | 29       | 1              |
| Stati Uniti | Taylor Fritz        | 32       | 2              |
| Italia      | Lorenzo Sonego      | 34       | 3              |
| Georgia     | Nikoloz Basilašvili | 38       | 4              |
| Germania    | Jan-Lennard Struff  | 42       | 5              |
| Australia   | John Millman        | 43       | 6              |
| Argentina   | Guido Pella         | 48       | 7              |
| Stati Uniti | Tommy Paul          | 53       | 8              |

* Ranking al 22 marzo 2021.

### Altri partecipanti
I seguenti giocatori hanno ricevuto una wild card per il tabellone principale:
- Thomas Fabbiano
- Federico Gaio
- Giulio Zeppieri

I seguenti giocatori sono passati dalle qualificazioni:

- Jozef Kovalík
- Marc-Andrea Hüsler
- Sumit Nagal
- Liam Broady

### Ritiri
Prima del torneo
- Jérémy Chardy → sostituito da  João Sousa
- Cristian Garín → sostituito da  Federico Coria
- Aslan Karacev → sostituito da  Salvatore Caruso
- Thiago Monteiro → sostituito da  Francisco Cerúndolo

## Partecipanti al doppio

### Teste di serie
| Nazione     | Giocatore      | Nazione     | Giocatore         | Ranking* | Testa di serie |
| ----------- | -------------- | ----------- | ----------------- | -------- | -------------- |
| Stati Uniti | Rajeev Ram     | Regno Unito | Joe Salisbury     | 27       | 1              |
| Brasile     | Marcelo Melo   | Paesi Bassi | Jean-Julien Rojer | 43       | 2              |
| Regno Unito | Jonny O'Mara   | Regno Unito | Ken Skupski       | 110      | 3              |
| Italia      | Simone Bolelli | Argentina   | Andrés Molteni    | 133      | 4              |

* Ranking al 22 marzo 2021.

### Altri partecipanti
Le seguenti coppie hanno ricevuto una wildcard per il tabellone principale:
- Andrea Pellegrino /  Giulio Zeppieri
- Jacopo Berrettini/  Matteo Berrettini

## Punti e montepremi
| Torneo          | V       | F       | SF      | QF      | 2T     | 1T     | Q    | Q2     | Q1     |
| Singolare       | 250     | 150     | 90      | 45      | 20     | 0      | 12   | 6      | 0      |
| Premi in denaro | €40 100 | €28 750 | €20 465 | €13 650 | €8 770 | €5 275 | N.D. | €2 580 | €1 340 |
| Doppio          | 250     | 150     | 90      | 45      | N.D.   | 0      | N.D. | N.D.   | N.D.   |
| Premi in denaro | €14 970 | €10 730 | €7 060  | €4 590  | N.D.   | €2 690 | N.D. | N.D.   | N.D.   |

## Campioni

### Singolare
Lorenzo Sonego ha sconfitto in finale  Laslo Đere con il punteggio di 2-6, 7–6(5), 6-4.
- È il secondo titolo in carriera per Sonego, il primo della stagione.

### Doppio
I Lorenzo Sonego /  Andrea Vavassori hanno sconfitto in finale  Simone Bolelli /  Andrés Molteni con il punteggio di 6-3, 6-4.